# Теорема Нётер
Теоре́ма Нётер или первая теорема Нётер утверждает, что каждой дифференцируемой симметрии действия для физической системы с консервативными силами соответствует закон сохранения. Теорема была доказана математиком Эмми Нётер в 1915 году и опубликована в 1918 году. Действие для физической системы представляет собой интеграл по времени функции Лагранжа, из которого можно определить поведение системы согласно принципу наименьшего действия. Эта теорема применима только к непрерывным и гладким симметриям над физическим пространством.
Теорема Нётер используется в теоретической физике и вариационном исчислении. Она раскрывает фундаментальную связь между симметриями физической системы и законами сохранения, что заставило современных физиков-теоретиков гораздо больше сосредоточиться на симметриях физических систем. Обобщение формулировок о константах движения в лагранжевой и гамильтоновой механике (разработанных в 1788 и 1833 годах соответственно) не применимо к системам, которые нельзя смоделировать с помощью одного лагранжиана (например, к системам с диссипативной функцией Рэлея). В частности, диссипативные системы с непрерывными симметриями могут не обладать соответствующим законом сохранения.

## Общие сведения
| Симметрия в физике             | Симметрия в физике                    | Симметрия в физике               |
| Преобразование                 | Соответствующая инвариантность        | Соответствующий закон сохранения |
| ------------------------------ | ------------------------------------- | -------------------------------- |
| ↕ Трансляции времени           | Однородность времени                  | …энергии                         |
| ⊠ C, P, CP и T-симметрии       | Изотропность времени                  | …чётности                        |
| ↔ Трансляции пространства      | Однородность пространства             | …импульса                        |
| ↺ Вращения пространства        | Изотропность пространства             | …момента импульса                |
| ⇆ Группа Лоренца (бусты)       | Относительность лоренц-ковариантность | …движения центра масс            |
| ~ Калибровочное преобразование | Калибровочная инвариантность          | …заряда                          |

В качестве иллюстрации, если физическая система ведёт себя одинаково независимо от того, как она ориентирована в пространстве (то есть она инвариантна), её лагранжиан симметричен относительно непрерывного вращения: из этой симметрии по теореме Нётер следует, что угловой момент системы сохраняется, как следствие его законов движения. Сама физическая система не обязательно должна быть симметричной; зубчатый астероид, кувыркающийся в космосе, сохраняет момент импульса, несмотря на свою асимметрию. Именно законы его движения симметричны.
В качестве другого примера, если физический процесс приводит к одним и тем же результатам независимо от места или времени, то его лагранжиан симметричен относительно непрерывных перемещений в пространстве и времени соответственно: по теореме Нётер эти симметрии объясняют законы сохранения импульса и энергии в пределах этой системы соответственно . 

Теорема Нётер важна потому, что она даёт представление о законах сохранения и как практический вычислительный инструмент. Она позволяет определять сохраняющиеся величины (инварианты) из наблюдаемых симметрий физической системы. И наоборот, она позволяет рассматривать целые классы гипотетических лагранжианов с заданными инвариантами для описания физической системы. Например, если в предлагаемой физической теории сохраняется величина X, то можно вычислить типы лагранжианов, в которых сохраняется X в согласии с какой-то непрерывной симметрии. Благодаря теореме Нётер свойства этих лагранжианов дают дополнительные критерии для понимания следствий, что позволяет оценить пригодность новой теории. Теорема Нётер настолько сильно включена в структуру квантовой теории поля, что:
«… любые результаты, которые, кажется, нарушают эту теорему, могут быть немедленно объявлены как скрытую ошибку вычислений»

что позволяет ей выступать в качестве математической модели для многих современных исследований в области физики.
Существует множество версий теоремы Нётер с разной степенью общности. Аналоги этой теоремы, естественно распространяются на квантовый случай, где называются тождествами Уорда — Такахаши. Существуют также обобщения теоремы Нётер на суперпространства.
Теорема Нётер утверждает, что каждой непрерывной симметрии физической системы соответствует некоторый закон сохранения:
- однородности времени соответствует закон сохранения энергии,
- однородности пространства соответствует закон сохранения импульса,
- изотропии пространства соответствует закон сохранения момента импульса,
- калибровочной симметрии соответствует закон сохранения электрического заряда и т. д.

Теорема обычно формулируется для систем, обладающих функционалом действия, и выражает собой инвариантность лагранжиана по отношению к некоторой непрерывной группе преобразований.
Если действие инвариантно относительно n-параметрической непрерывной группы преобразований, то существует n независимых законов сохранения.
Теорема Нётер формулирует достаточное условие существования законов сохранения. Однако это условие не является необходимым, поэтому могут существовать законы сохранения, не следующие из неё (такие примеры известны). Известна теорема, формулирующая необходимые и достаточные условия существования законов сохранения.

## Неформальная формулировка теоремы
Помимо всех технических моментов, теорему Нётер можно сформулировать простым языком:

Если система обладает непрерывной симметрией, то существуют соответствующие величины, значения которых сохраняются во времени.
Более сложная версия теоремы с привлечением полей утверждает, что:

Каждой дифференцируемой симметрии, порожденной локальными действиями, соответствует сохраняющийся ток.
Слово «симметрия» в приведённом выше утверждении относится более точно к ковариантности формы, которую физический закон принимает по отношению к одномерной группе Ли преобразований, удовлетворяющих определёнными техническими критериями. Закон сохранения физической величины обычно выражается в виде уравнения непрерывности.
Формальное доказательство теоремы использует условие инвариантности для получения выражения для тока, связанного с сохраняющейся физической величиной. В современной (начиная с 1980 года) терминологии сохраняющаяся величина называется нётеровским зарядом, а поток, несущий этот заряд, называется нётеровским током. Ток Нётер определяется с точностью до соленоидального (бездивергентного) векторного поля.
В контексте теории гравитации формулировка теоремы Нётер Феликсом Клейном для действия I предусматривает инварианты:

Если интеграл I инвариантен относительно непрерывной группы Gρ с ρ параметрами, то ρ линейно независимых комбинаций лагранжевых выражений обращаются в дивергенции.

## Краткая иллюстрация и обзор концепции
Основную идею теоремы Нётер проще всего проиллюстрировать на примере системы с одной координатой {\displaystyle q} и непрерывной симметрией {\displaystyle \varphi :q\mapsto q+\delta q} (серые стрелки на схеме). Рассмотрим любую траекторию {\displaystyle q(t)} (выделено жирным шрифтом на диаграмме), которая удовлетворяет законам движения системы. То есть действие {\displaystyle S} этой системой стационарно на этой траектории, то есть не изменяется ни при каком локальном изменении траектории. В частности, оно не изменится при варианте, в котором применяется поток симметрии {\displaystyle \varphi } на временном промежутке [t0, t1] и неподвижен вне его. Чтобы траектория оставалась непрерывной, мы используем «буферные» промежутки с малым временем {\displaystyle \tau } плавный переход между сегментами.
Полное изменение действия {\displaystyle S} теперь включает изменения, внесённые каждым рассмотренным интервалом. Части, где исчезает сама вариация, не вносят вклад в изменение {\displaystyle \Delta S}. Средняя часть также не меняет действия, потому что её трансформация {\displaystyle \varphi } является симметрией и, таким образом, сохраняет лагранжиан {\displaystyle L} и действие {\textstyle S=\int L}. Единственные оставшиеся части — это «буферные» части. Грубо говоря, они вносят свой вклад в основном за счёт своей «косой» {\displaystyle {\dot {q}}\rightarrow {\dot {q}}\pm \delta q/\tau } .
Это меняет лагранжиан на {\displaystyle \Delta L\approx {\bigl (}\partial L/\partial {\dot {q}}{\bigr )}\Delta {\dot {q}}}, который интегрируется{\displaystyle \Delta S=\int \Delta L\approx \int {\frac {\partial L}{\partial {\dot {q}}}}\Delta {\dot {q}}\approx \int {\frac {\partial L}{\partial {\dot {q}}}}\left(\pm {\frac {\delta q}{\tau }}\right)\approx \ \pm {\frac {\partial L}{\partial {\dot {q}}}}\delta q=\pm {\frac {\partial L}{\partial {\dot {q}}}}\varphi \,.}Эти последние условия, оцениваемые вокруг конечных точек {\displaystyle t_{0}} и {\displaystyle t_{1}}, должны компенсировать друг друга, чтобы сделать полное изменение в действии {\displaystyle \Delta S} равным нулю, как и следовало ожидать, если траектория является решением. То есть{\displaystyle \left({\frac {\partial L}{\partial {\dot {q}}}}\varphi \right)(t_{0})=\left({\frac {\partial L}{\partial {\dot {q}}}}\varphi \right)(t_{1})\,,}что означает величина {\displaystyle \left(\partial L/\partial {\dot {q}}\right)\varphi } сохраняется, что является выводом теоремы Нётер. Например, если чистые трансляции {\displaystyle q} на постоянную являются симметрией, то сохраняющаяся величина становится просто каноническим импульсом {\displaystyle \left(\partial L/\partial {\dot {q}}\right)=p}.
Более общие случаи следуют той же идее:
- Когда больше координат {\displaystyle q_{r}} претерпевает преобразование симметрии {\displaystyle q_{r}\mapsto q_{r}+\varphi _{r}}, их эффекты складываются по линейности в сохраняющуюся величину {\textstyle \sum _{r}\left(\partial L/\partial {\dot {q}}_{r}\right)\varphi _{r}}.
- Когда есть преобразования времени {\displaystyle t\mapsto t+T}, они заставляют «буферизирующие» сегменты вносить два следующих члена в {\displaystyle \Delta S}:
{\displaystyle \Delta S\approx \pm \left(TL+\int {\frac {\partial L}{\partial {\dot {q}}_{r}}}\Delta {\dot {q}}_{r}\right)\approx \pm T\left(L-{\frac {\partial L}{\partial {\dot {q}}_{r}}}{\dot {q}}_{r}\right),}
первый член обусловлен растяжением во временном измерении «буферного» отрезка (что меняет размер области интегрирования), а второй — его «накосом», как и в образцовом случае. Вместе они добавляют слагаемое {\textstyle T\left(L-\sum _{r}\left(\partial L/\partial {\dot {q}}_{r}\right){\dot {q}}_{r}\right)} к сохраненному количеству.
- Наконец, когда вместо траектории {\displaystyle q(t)} рассматриваются целые поля {\displaystyle \psi (q_{r},t)}, аргумент заменяется
  - интервал {\displaystyle [t_{0},t_{1}]} с ограниченной областью {\displaystyle U} области {\displaystyle (q_{r},t)},
  - конечные точки {\displaystyle t_{0}} и {\displaystyle t_{1}} с границей {\displaystyle \partial U} области,
  - и его вклад в {\displaystyle \Delta S} интерпретируется как поток сохраняющегося тока {\displaystyle j_{r}}, построенный способом, аналогичным предыдущему определению сохраняемое количество.

Теперь нулевой вклад «буферизации» {\displaystyle \partial U} в {\displaystyle \Delta S} интерпретируется как обращение в нуль общего потока текущего {\displaystyle j_{r}} через {\displaystyle \partial U}. В этом смысле оно сохраняется: сколько «втекает», столько же и «вытекает».

## Исторический контекст
Закон сохранения гласит, что некоторая величина X в математическом описании эволюции системы остаётся постоянной на протяжении всего её движения — это инвариант. Математически скорость изменения X (её производная по времени) равна нулю,
{\displaystyle {\frac {dX}{dt}}={\dot {X}}=0\,.}
Такие величины называются сохраняющимися; их часто называют константами движения (хотя движение само по себе не обязательно должно происходить, просто эволюционировать во времени). Например, если энергия системы сохраняется, её энергия всегда остаётся неизменной, что накладывает ограничение на движение системы и может помочь в нахождении решении. Помимо понимания, которое такие константы движения дают в природе системы, они являются полезным вычислительным инструментом; например, приближённое решение можно исправить, найдя ближайшее состояние, удовлетворяющее подходящим законам сохранения.
Самыми ранними открытыми константами движения были импульс и кинетическая энергия, которые были предложены в XVII веке Рене Декартом и Готфридом Лейбницем на основе экспериментов по столкновению твёрдых тел и уточнены последующими исследователями. Исаак Ньютон был первым, кто сформулировал закон сохранения импульса в его современной форме и показал, что он следует из третьего закона Ньютона. Согласно общей теории относительности, законы сохранения импульса, энергии и углового момента верны только в глобальном масштабе, если они выражены в терминах суммы тензора энергии-импульса и псевдотензора энергии-импульса Ландау — Лифшица. Локальное сохранение негравитационного линейного импульса и энергии в свободнопадающей системе отсчёта выражается обращением в нуль ковариантной дивергенции тензора энергии-импульса. Другой важной сохраняющейся величиной, открытой при исследованиях небесной механики, является вектор Лапласа — Рунге — Ленца.
В конце XVIII — начале XIX веков физики разработали более систематические методы открытия инвариантов. Большой прогресс произошёл в 1788 году с развитием лагранжевой механики, связанной с принципом наименьшего действия. При этом подходе состояние системы можно описать любым набором обобщённых координат q; законы движения не обязательно выражать в декартовой системе координат, как это было принято в ньютоновской механике. Действие определяется как интеграл по времени I функции, известной как лагранжиан L
{\displaystyle I=\int L(\mathbf {q} ,{\dot {\mathbf {q} }},t)\,dt\,,}
где точка над q означает скорость изменения координат q,
{\displaystyle {\dot {\mathbf {q} }}={\frac {d\mathbf {q} }{dt}}\,.}
Принцип Гамильтона утверждает, что физическая траектория q(t) — фактически выбранная системой — это путь, для которого бесконечно малые изменения этого пути не вызывают изменения интеграла I, по крайней мере, в первом порядке. Этот принцип приводит к уравнениям Эйлера — Лагранжа,
{\displaystyle {\frac {d}{dt}}\left({\frac {\partial L}{\partial {\dot {\mathbf {q} }}}}\right)={\frac {\partial L}{\partial \mathbf {q} }}\,.}
Таким образом, если одна из координат, скажем, qk, не входит в лагранжиан, правая часть уравнения равна нулю, а левая часть требует, чтобы
{\displaystyle {\frac {d}{dt}}\left({\frac {\partial L}{\partial {\dot {q}}_{k}}}\right)={\frac {dp_{k}}{dt}}=0\,,}
где импульс
{\displaystyle p_{k}={\frac {\partial L}{\partial {\dot {q}}_{k}}}}
сохраняется на протяжении всего движения (на физической траектории).
Таким образом, отсутствие игнорируемой координаты qk в лагранжиане означает, что на лагранжиан не влияют изменения или преобразования qk; лагранжиан инвариантен и, как говорят, проявляет симметрию относительно таких преобразований. Это исходная идея, обобщённая в теореме Нётер.
Несколько альтернативных методов нахождения сохраняющихся величин были разработаны в 19 веке. Уильямо Роуэн Гамильтон разработал теорию канонических преобразований, которая позволяла изменять координаты так, чтобы некоторые координаты исчезали из лагранжиана, как указано выше, что приводило к сохранению канонических импульсов. Другим подходом, и, возможно, наиболее эффективным для нахождения сохраняющихся величин, является уравнение Гамильтона — Якоби.

## Формулировка

### Первая теорема Нётер
Если интеграл действия {\displaystyle S} инвариантен по отношению к некоторой {\displaystyle r}-параметрической конечной группе Ли {\displaystyle G_{r}}, то {\displaystyle r} линейно независимых комбинаций лагранжевых производных (левые части уравнений Лагранжа — Эйлера) обращаются в дивергенции; и обратно, из последнего условия вытекает инвариантность {\displaystyle S} по
отношению к некоторой группе {\displaystyle G_{r}}.
В теоретической физике выражения, стоящие под знаком дивергенций, называются токами. Если лагранжевы производные равны нулю (выполняются уравнения Эйлера), то дивергенции токов обращаются в нуль. Следствием этого являются дифференциальные законы сохранения. Интегральные законы сохранения типа закона сохранения электрического заряда или закона сохранения энергии
получаются при интегрировании дифференциальных законов сохранения по специальным образом выбранной 3-мерной гиперповерхности при определённых граничных условиях.

### Первая обратная теорема Нётер
Если {\displaystyle r} линейно независимых комбинаций лагранжевых производных (левые части уравнений Лагранжа — Эйлера) обращаются в дивергенции, то интеграл действия инвариантен относительно {\displaystyle r}-параметрической конечной группы Ли.

### Вторая теорема Нётер
Обобщением первой теоремы Нётер для случая функционалов, инвариантных относительно произвольных бесконечных групп Ли {\displaystyle G_{\infty r}}, является вторая теорема Нётер.
Если интеграл действия {\displaystyle S} инвариантен по отношению к некоторой {\displaystyle r}-параметрической бесконечной группе Ли {\displaystyle G_{\infty r}}, в которой встречаются производные до {\displaystyle k}-го порядка включительно, то имеет место {\displaystyle r} тождественных соотношений между лагранжевыми производными и производными от них до {\displaystyle k}-го порядка. Обратное тоже верно.

### Вторая обратная теорема Нётер
Если имеет место {\displaystyle r} тождественных соотношений между лагранжевыми производными и производными от них до {\displaystyle k}-го порядка включительно, то интеграл действия инвариантен относительно бесконечной группы Ли {\displaystyle G_{\infty r}}, преобразования которой содержат производные до {\displaystyle k}-го порядка.

### Классическая механика
Каждой однопараметрической группе диффеоморфизмов {\displaystyle g^{s}(q_{i})}, сохраняющих функцию Лагранжа, соответствует первый интеграл системы, равный
{\displaystyle I=\sum _{i=1}^{n}\left({\frac {d}{ds}}g^{s}(q_{i})\right){\frac {\partial L}{\partial {\dot {q}}_{i}}}{\Bigg |}_{s=0}}
В терминах инфинитезимальных преобразований: пусть инфинитезимальное преобразование координат имеет вид
{\displaystyle g^{s}({\vec {q}})={\vec {q}}_{0}+s{\vec {\psi }}({\vec {q}},\;t)}
и функция Лагранжа {\displaystyle L(q,\;{\dot {q}},\;t)} инвариантна относительно этих преобразований, то есть
{\displaystyle {\frac {d}{ds}}L({\vec {q}}_{0}+s{\vec {\psi }}({\vec {q}},\;t),\;{\dot {{\vec {q}}_{0}}}+s{\dot {\vec {\psi }}}({\vec {q}},\;t),\;t)=0} при {\displaystyle s=0.}
Тогда у системы существует первый интеграл, равный
{\displaystyle I=\left({\vec {\psi }}({\vec {q}},\;t);\;{\frac {\partial L}{\partial {\dot {\vec {q}}}}}\right)=\sum _{i=1}^{n}\psi _{i}({\vec {q}},\;t){\frac {\partial L}{\partial {\dot {q}}_{i}}}.}
Теорему можно обобщить на случай преобразований, затрагивающих также и время, если представить её движение как зависящее от некоторого параметра {\displaystyle \tau }, причем в процессе движения {\displaystyle t=\tau }. Тогда из преобразований
{\displaystyle g^{s}({\vec {q}})={\vec {q}}_{0}+s{\vec {\psi }}({\vec {q}},\;t),}
{\displaystyle g^{s}(t)=t_{0}+s\xi ({\vec {q}},\;t),}
следует первый интеграл
{\displaystyle I=\xi L+\left({\vec {\psi }}-\xi {\dot {\vec {q}}};\;{\frac {\partial L}{\partial {\dot {\vec {q}}}}}\right).}

### Теория поля
Теорема Нётер допускает прямое обобщение на случаи систем с бесконечным числом степеней свободы, примером которых являются гравитационное и электромагнитное поле. А именно, пусть функция Лагранжа системы зависит от {\displaystyle n} потенциалов, зависящих в свою очередь от {\displaystyle k} координат. Функционал действия будет иметь вид
{\displaystyle S=\int L(A^{i},\;\partial _{\mu }A^{i},\;x^{\mu })\,d\Omega ,\quad i=1,\ldots ,\;n,\quad \mu =1,\;\ldots ,\;k,\quad d\Omega =dx^{1}\ldots dx^{k}.}
Пусть однопараметрическая группа {\displaystyle g^{s}} диффеоморфизмов пространства потенциалов сохраняет функцию Лагранжа; тогда сохраняется вектор
{\displaystyle J^{\mu }=\left({\frac {d}{ds}}g^{s}A^{i}\right){\frac {\partial L}{\partial (\partial _{\mu }A^{i})}},}
называемый вектором потока Нётер. По повторяющимся индексам подразумевается суммирование: {\displaystyle \partial _{\mu }={\frac {\partial }{\partial x^{\mu }}}}.
Смысл сохранения вектора потока Нётер в том, что
{\displaystyle \ \partial _{\mu }J^{\mu }=0,}
поэтому поток {\displaystyle J} через любую замкнутую поверхность в пространстве координат равен 0. В частности, если выделить среди координат одну, называемую временем, и рассмотреть гиперплоскости постоянного времени, то поток {\displaystyle J} через такую гиперплоскость постоянен во времени при условии достаточно быстрого спадания поля на бесконечности и некомпактности гиперповерхности, чтобы поток вектора через боковую границу области пространства между двумя гиперповерхностями был равен 0. В классической теории поля таким свойством обладает, например, тензор энергии-импульса для электромагнитного поля. В вакууме лагранжиан поля не зависит явно от координат, поэтому имеется сохраняющаяся величина, ассоциируемая с потоком энергии-импульса.

### Дифференциальные уравнения
Пусть имеется вариационная задача с функционалом действия {\displaystyle S=\int L({\vec {u}},{\vec {x}},\dots )\,d{\boldsymbol {x}}}. Здесь {\displaystyle L} — лагранжиан, {\displaystyle x} — независимые переменные, {\displaystyle u} — зависимые переменные, то есть функции от {\displaystyle x}. {\displaystyle L} может зависеть также и от производных {\displaystyle u} по {\displaystyle x}, не обязательно первого порядка.
Вариационная задача для такого функционала приводит к дифференциальным уравнениям Эйлера — Лагранжа, которые можно записать в виде
{\displaystyle \mathrm {E_{\alpha }} (L)=0~,~\alpha =1\dots q,}
где {\displaystyle \mathrm {E} } — операторы Эйлера — Лагранжа:
{\displaystyle \mathrm {E_{\alpha }} ={\frac {\partial }{\partial u_{\alpha }}}-\sum _{i=1}^{p}{\frac {d}{dx_{i}}}{\frac {\partial }{\partial u_{x_{i}}^{\alpha }}}+\dots ,}
{\displaystyle u_{x_{i}}^{\alpha }} — производная функции {\displaystyle u^{\alpha }} по переменной {\displaystyle x_{i}}. Многоточие означает, что если {\displaystyle L} зависит от производных порядка выше первого, то нужно добавить соответствующие слагаемые в {\displaystyle \mathrm {E} }.
В компактной записи
{\displaystyle \mathrm {E_{\alpha }} =\sum _{J}(-D)_{J}{\frac {\partial }{\partial u_{J}^{\alpha }}}},
где {\displaystyle J} — мультииндекс. Суммирование ведётся по всем таким слагаемым, что производная {\displaystyle u_{J}^{\alpha }} входит в {\displaystyle L}.
Теорема Нётер связывает так называемые вариационные симметрии функционала {\displaystyle S} с законами сохранения, выполняющимися на решениях уравнений Эйлера — Лагранжа.

#### Законы сохранения
Закон сохранения для системы дифференциальных уравнений — это выражение вида
{\displaystyle \mathrm {Div} {\vec {P}}=0,}
которое справедливо на решениях этой системы, то есть такое, что если подставить в него эти дифференциальные уравнения, получится тождество. В данном случае рассматриваются дифференциальные уравнения Эйлера — Лагранжа. Здесь {\displaystyle \mathrm {Div} } — полная дивергенция (дивергенция с полными производными) по {\displaystyle x}. {\displaystyle {\vec {P}}} — гладкие функции {\displaystyle u}, {\displaystyle x} и производных {\displaystyle u} по {\displaystyle x}.
Тривиальными законами сохранения называются законы сохранения
- для которых {\displaystyle \mathrm {Div} {\vec {P}}=0} само по себе является тождеством без учёта каких-либо дифференциальных уравнений;
- или для которых {\displaystyle {\vec {P}}} обращается в 0 сразу при подстановке дифференциальных уравнений, без вычисления дивергенции (сохраняется тождественный ноль на решениях);
- или для которых {\displaystyle {\vec {P}}} есть линейная комбинация предыдущих типов.

Если для двух законов сохранения с функциями {\displaystyle {\vec {P}}} и {\displaystyle {\vec {R}}} разность {\displaystyle {\vec {P}}-{\vec {R}}} даёт тривиальный закон сохранения, такие два закона сохранения называются эквивалентными.
Всякий закон сохранения эквивалентен закону сохранения в характеристической форме — то есть такому, для которого
{\displaystyle \mathrm {Div} {\vec {P}}={\vec {Q}}\cdot {\vec {\Delta }},}
где {\displaystyle \Delta } — выражения, которые входят в определение системы дифференциальных уравнений: {\displaystyle {\vec {\Delta }}=0}. Для описываемого случая {\displaystyle \Delta _{\alpha }=E_{\alpha }(L)} и
{\displaystyle \mathrm {Div} {\vec {P}}=\sum _{\alpha }Q_{\alpha }E_{\alpha }(L).}
{\displaystyle Q_{\alpha }} зависят от {\displaystyle u}, {\displaystyle x} и производных {\displaystyle u} по {\displaystyle x} и называются характеристиками закона сохранения.

#### Вариационные симметрии
Пусть имеется обобщённое векторное поле
{\displaystyle {\vec {v}}=\sum _{i=1}^{p}\xi ^{i}{\frac {\partial }{\partial x^{i}}}+\sum _{\alpha =1}^{q}\varphi _{\alpha }{\frac {\partial }{\partial u^{\alpha }}}.}
«Обобщённое» понимается в том смысле, что {\displaystyle \xi } и {\displaystyle \varphi } могут зависеть не только от {\displaystyle u} и {\displaystyle x}, но и от производных {\displaystyle u} по {\displaystyle x}.
Определение: {\displaystyle {\vec {v}}} называется вариационной симметрией функционала {\displaystyle S}, если существует такой набор функций {\displaystyle {\vec {\mathrm {B} }}({\vec {u}},{\vec {x}},\dots )}, что
{\displaystyle \mathrm {pr} \,{\vec {v}}(L)+L\,\mathrm {Div} \,{\vec {\xi }}=\mathrm {Div} \,{\vec {\mathrm {B} }}.}
{\displaystyle \mathrm {pr} \,{\vec {v}}} — продолжение {\displaystyle {\vec {v}}}. Продолжение учитывает, что действие {\displaystyle {\vec {v}}} на {\displaystyle u} и {\displaystyle x} вызывает также инфинитезимальное изменение производных, и задаётся формулами
{\displaystyle \mathrm {pr} \,{\vec {v}}={\vec {v}}+\sum _{\alpha ,J}\varphi _{\alpha }^{J}{\frac {\partial }{\partial u_{J}^{\alpha }}}~,~\varphi _{\alpha }^{J}=D_{J}{\bigl (}\varphi _{\alpha }-\sum _{i}\xi ^{i}u_{i}^{\alpha }{\bigr )}.}
В формуле для продолжения необходимо брать, кроме {\displaystyle {\vec {v}}}, слагаемые с такими {\displaystyle \partial /\partial u_{J}^{\alpha }}, для которых {\displaystyle u_{J}^{\alpha }} входят в {\displaystyle L} или, в общем случае, в то выражение, на которое продолжение действует.
Смысл определения вариационной симметрии состоит в том, что {\displaystyle {\vec {v}}} — это инфинитезимальные преобразования, которые в первом порядке меняют функционал {\displaystyle S} таким образом, что уравнения Эйлера — Лагранжа преобразуются в эквивалентные. Справедлива
теорема: если {\displaystyle {\vec {v}}} является вариационной симметрией, то {\displaystyle {\vec {v}}} является (обобщённой) симметрией уравнений Эйлера — Лагранжа:
{\displaystyle \mathrm {pr} \,{\vec {v}}\,\mathrm {E} _{\alpha }(L)\vert _{\mathrm {E} _{\alpha }(L)=0}=0.}
Эта формула означает, что инфинитезимальные изменения выражений {\displaystyle \mathrm {E} _{\alpha }(L)}, записанные здесь в виде {\displaystyle \mathrm {pr} \,{\vec {v}}\,\mathrm {E} _{\alpha }(L)}, обращаются в 0 на решениях.

#### Характеристики векторных полей
Набор функций {\displaystyle Q_{\alpha }=\varphi _{\alpha }-\sum _{i}\xi ^{i}u_{i}^{\alpha }} (в обозначениях, данных выше) называется характеристикой векторного поля {\displaystyle {\vec {v}}}. Вместо {\displaystyle {\vec {v}}} можно брать векторное поле
{\displaystyle {\vec {v}}_{Q}=\sum _{\alpha }Q_{\alpha }{\frac {\partial }{\partial u^{\alpha }}},}
которое называется эволюционным представителем {\displaystyle {\vec {v}}}.
{\displaystyle {\vec {v}}} и {\displaystyle {\vec {v}}_{Q}} определяют по сути одну и ту же симметрию, поэтому, если известны характеристики {\displaystyle Q_{\alpha }}, можно считать, что тем самым задана и симметрия. Продолжение {\displaystyle {\vec {v}}_{Q}} определяется аналогично продолжению {\displaystyle {\vec {v}}}, но формально проще, поскольку не нужно отдельно учитывать вклад от {\displaystyle \xi }.
Теорема Нётер устанавливает связь между характеристиками законов сохранения и характеристиками векторных полей.

#### Теорема Нётер
Обобщённое векторное поле {\displaystyle {\vec {v}}} определяет группу симметрий функционала {\displaystyle S} в том и только в том случае, если его характеристика {\displaystyle {\vec {Q}}} является характеристикой закона сохранения {\displaystyle \mathrm {Div} {\vec {P}}=0} для соответствующих уравнений Эйлера — Лагранжа.

## Математическая формулировка

### Простая форма с использованием возмущений
Суть теоремы Нётер состоит в обобщении понятия циклических координат.
Можно считать, что определённый выше лагранжиан L инвариантен относительно малых возмущений (деформаций) временной переменной t и обобщённых координат q. Можно написать
{\displaystyle {\begin{aligned}t&\rightarrow t^{\prime }=t+\delta t\,,\\\mathbf {q} &\rightarrow \mathbf {q} ^{\prime }=\mathbf {q} +\delta \mathbf {q} \,,\end{aligned}}}
где допустимы малые переменные возмущения δt и δq. Для общности предположим, что имеется, скажем, N таких преобразований симметрии действия, то есть преобразований, оставляющих действие неизменным; помеченные индексом r «=» 1, 2, 3, . . ., N.
Тогда получившееся возмущение можно записать в виде линейной суммы возмущений отдельных типов:
{\displaystyle {\begin{aligned}\delta t&=\sum _{r}\varepsilon _{r}T_{r}\,,\\\delta \mathbf {q} &=\sum _{r}\varepsilon _{r}\mathbf {Q} _{r}\,,\end{aligned}}}
где ε r — инфинитезимальные коэффициенты параметров, соответствующие каждому:
- генератору Tr временной эволюции, и
- генератору Qr обобщённых координат.

Для трансляций Qr является константой с единичной длиной; для вращений это выражение, линейное по компонентам q, а параметры составляют угол.
Используя эти определения, Нётер показала, что N величин
{\displaystyle \left({\frac {\partial L}{\partial {\dot {\mathbf {q} }}}}\cdot {\dot {\mathbf {q} }}-L\right)T_{r}-{\frac {\partial L}{\partial {\dot {\mathbf {q} }}}}\cdot \mathbf {Q} _{r}}
сохраняются то есть являются константами движения.

#### Примеры
I. Стационарность во времени
Лагранжиан, не зависящий от времени, то есть инвариантный (симметричный) относительно вариаций t → t + δt без изменения координат q. В этом случае Н = 1, Т = 1 и Q = 0; соответствующая сохраняющаяся величина есть полная энергия H
{\displaystyle H={\frac {\partial L}{\partial {\dot {\mathbf {q} }}}}\cdot {\dot {\mathbf {q} }}-L\,.}
II. Трансляционная инвариантность
Лагранжиан, который не зависит от циклической координаты qk; поэтому он инвариантен (симметричен) относительно вариаций qk → qk + δqk. В таком случае Н = 1, Т = 0 и Qk = 1; сохраняющаяся величина — это соответствующий линейный импульс pk
{\displaystyle p_{k}={\frac {\partial L}{\partial {\dot {q_{k}}}}}\,.}
В специальной и общей теории относительности эти два закона сохранения можно выразить либо глобально (как это сделано выше), либо локально в виде уравнения непрерывности. Глобальные версии можно объединить в единый глобальный закон сохранения: сохранение 4-вектора энергии-импульса. Локальные варианты сохранения энергии и импульса (в любой точке пространства-времени) также могут быть объединены в сохраняющиеся величины, определённые локально в точке пространства-времени: тензора энергии-импульса.
III. Вращательная инвариантность
Сохранение углового момента L = r × p аналогично его аналогу линейного импульса. Предполагается, что симметрия лагранжиана вращательная, то есть лагранжиан не зависит от абсолютной ориентации физической системы в пространстве. Если лагранжиан не меняется при малых поворотах на угол δθ вокруг оси n, то такое вращение преобразует декартовы координаты согласно уравнению
{\displaystyle \mathbf {r} \rightarrow \mathbf {r} +\delta \theta \,\mathbf {n} \times \mathbf {r} \,.}
Поскольку время не преобразуется, T = 0, а N = 1. Принимая δθ как параметр ε и декартовы координаты r как обобщённые координаты q, соответствующие переменные Q задаются формулой
{\displaystyle \mathbf {Q} =\mathbf {n} \times \mathbf {r} \,.}
Тогда теорема Нётер утверждает, что следующая величина сохраняется:
{\displaystyle {\frac {\partial L}{\partial {\dot {\mathbf {q} }}}}\cdot \mathbf {Q} =\mathbf {p} \cdot \left(\mathbf {n} \times \mathbf {r} \right)=\mathbf {n} \cdot \left(\mathbf {r} \times \mathbf {p} \right)=\mathbf {n} \cdot \mathbf {L} \,.}
Другими словами, компонента углового момента L вдоль оси n сохраняется. А если n произвольно, то есть если система нечувствительна к повороту, то каждая компонента L сохраняется, то есть угловой момент сохраняется.

### Версия теории поля
Хотя только что приведённая версия теоремы Нётер полезна сама по себе, она является частным случаем общей версии, полученной в 1915 году. Чтобы дать представление об общей теореме, теперь даётся версия теоремы Нётер для непрерывных полей в четырёхмерном пространстве-времени. Поскольку проблемы теории поля более распространены в современной физике, чем проблемы механики, эта версия теории поля является наиболее часто используемой (или наиболее часто реализуемой) версией теоремы Нётер.
Пусть имеется множество дифференцируемых полей {\displaystyle \varphi } определённых во всём пространстве и времени; например, температура {\displaystyle T(\mathbf {x} ,t)} будет репрезентативным для такого поля, будучи числом, определённым в каждом месте и в любое время. К таким полям можно применить принцип наименьшего действия, но теперь действие представляет собой интеграл по пространству и времени.
{\displaystyle {\mathcal {S}}=\int {\mathcal {L}}\left(\varphi ,\partial _{\mu }\varphi ,x^{\mu }\right)\,d^{4}x}
(теорему можно дополнительно обобщить на случай, когда лагранжиан зависит от до n-й производной, а также можно сформулировать с использованием расслоений потоков).
Непрерывное преобразование полей {\displaystyle \varphi } можно записать через инфинитезимальное изменение
{\displaystyle \varphi \mapsto \varphi +\varepsilon \Psi \,,}
где {\displaystyle \Psi } — функция, которая может зависеть от обоих {\displaystyle x^{\mu }} и {\displaystyle \varphi }. Условие для {\displaystyle \Psi } для создания физической симметрии заключается в том, что действие {\displaystyle {\mathcal {S}}} остается инвариантным. Это, безусловно, будет верно, если плотность лагранжиана {\displaystyle {\mathcal {L}}} остаётся инвариантным, но также будет верным, если лагранжиан изменится на какую-то дивергенцию,
{\displaystyle {\mathcal {L}}\mapsto {\mathcal {L}}+\varepsilon \partial _{\mu }\Lambda ^{\mu }\,,}
так как интеграл расходимости становится граничным членом согласно теореме о дивергенции. Система, описываемая данным действием, может иметь несколько независимых симметрий этого типа, с индексами {\displaystyle r=1,2,\ldots ,N,} поэтому наиболее общее преобразование симметрии будет записано как
{\displaystyle \varphi \mapsto \varphi +\varepsilon _{r}\Psi _{r}\,,}
со следствием
{\displaystyle {\mathcal {L}}\mapsto {\mathcal {L}}+\varepsilon _{r}\partial _{\mu }\Lambda _{r}^{\mu }\,.}
Для таких систем теорема Нётер утверждает, что существуют {\displaystyle N} сохраняющихся плотностей тока
{\displaystyle j_{r}^{\nu }=\Lambda _{r}^{\nu }-{\frac {\partial {\mathcal {L}}}{\partial \varphi _{,\nu }}}\cdot \Psi _{r}\,,}
где скалярное произведение понимается как сокращение индексов поля, а не {\displaystyle \nu } индекс или {\displaystyle r} индекс.
В таких случаях закон сохранения выражается в четырёхмерном виде
{\displaystyle \partial _{\nu }j^{\nu }=0\,,}
которая выражает идею о том, что количество сохраняющейся величины внутри сферы не может измениться, если некоторая её часть не вытекает из сферы. Например, для из-за сохранения электрического заряда количество заряда внутри сферы не может измениться, если часть заряда не покинет сферу.
Для иллюстрации рассмотрим физическую систему полей, которая ведёт себя так же при перемещениях во времени и пространстве, как рассмотрено выше; другими словами, {\displaystyle L\left({\boldsymbol {\varphi }},\partial _{\mu }{\boldsymbol {\varphi }},x^{\mu }\right)} постоянна по третьему аргументу. В таком случае N = 4, по одному для каждого измерения пространства и времени. Бесконечно малое перемещение в пространстве, {\displaystyle x^{\mu }\mapsto x^{\mu }+\varepsilon _{r}\delta _{r}^{\mu }} ({\displaystyle \delta } — символ Кронекера), влияет на поля как {\displaystyle \varphi (x^{\mu })\mapsto \varphi \left(x^{\mu }-\varepsilon _{r}\delta _{r}^{\mu }\right)}: то есть перемаркировка координат эквивалентна тому, чтобы оставить координаты на месте при перемещении самого поля, что, в свою очередь, эквивалентно преобразованию поля путём замены его значения в каждой точке {\displaystyle x^{\mu }} со значением в точке {\displaystyle x^{\mu }-\varepsilon X^{\mu }} «позади» его, который будет отображён на {\displaystyle x^{\mu }} рассматриваемым бесконечно малым перемещением. Поскольку оно бесконечно мало, можно записать это преобразование как
{\displaystyle \Psi _{r}=-\delta _{r}^{\mu }\partial _{\mu }\varphi \,.}
Лагранжева плотность преобразуется таким же образом, {\displaystyle {\mathcal {L}}\left(x^{\mu }\right)\mapsto {\mathcal {L}}\left(x^{\mu }-\varepsilon _{r}\delta _{r}^{\mu }\right)}, так
{\displaystyle \Lambda _{r}^{\mu }=-\delta _{r}^{\mu }{\mathcal {L}}}
и, таким образом, теорема Нётер соответствует закону сохранения тензора энергии-импульса Tµν, где использовалось {\displaystyle \mu } на месте {\displaystyle r}. А именно, используя выражение, данное ранее, и собирая четыре сохраняющихся тока (по одному на каждый {\displaystyle \mu }) в тензор {\displaystyle T}, теорема Нётер даёт
{\displaystyle T_{\mu }{}^{\nu }=-\delta _{\mu }^{\nu }{\mathcal {L}}+\delta _{\mu }^{\sigma }\partial _{\sigma }\varphi {\frac {\partial {\mathcal {L}}}{\partial \varphi _{,\nu }}}=\left({\frac {\partial {\mathcal {L}}}{\partial \varphi _{,\nu }}}\right)\cdot \varphi _{,\mu }-\delta _{\mu }^{\nu }{\mathcal {L}}}
с
{\displaystyle T_{\mu }{}^{\nu }{}_{,\nu }=0}
(замена {\displaystyle \mu } как {\displaystyle \sigma } на промежуточном этапе). Однако {\displaystyle T} полученный таким образом, может отличаться от симметричного тензора, используемого в качестве исходного члена в общей теории относительности; см. Тензор энергии-импульса.
Сохранение электрического заряда, напротив, можно получить, рассматривая Ψ линейным по полям φ, а не по производным. В квантовой механике амплитуда вероятности ψ(x) обнаружения частицы в точке x является комплексным полем φ, потому что оно приписывает комплексное число каждой точке пространства и времени. Сама амплитуда вероятности физически неизмерима; только вероятность p = |ψ|2 можно вывести из набора измерений. Следовательно, система инвариантна относительно преобразований поля ψ и его комплексно-сопряженного поля ψ*, оставляющих |ψ|2 без изменений, например
{\displaystyle \psi \rightarrow e^{i\theta }\psi \ ,\ \psi ^{*}\rightarrow e^{-i\theta }\psi ^{*}\,,}
комплексное вращение. В пределе, когда фаза θ становится бесконечно малой, δθ, её можно принять за малый параметр ε, а Ψ равны iψ и − iψ* соответственно. Конкретным примером является уравнение Клейна — Гордона, релятивистски инвариантная версия уравнения Шрёдингера для бесспиновых частиц, имеющая плотность Лагранжа
{\displaystyle L=\partial _{\nu }\psi \partial _{\mu }\psi ^{*}\eta ^{\nu \mu }+m^{2}\psi \psi ^{*}\,.}
В этом случае теорема Нётер утверждает, что сохраняющийся (∂ ⋅ j = 0) ток равен
{\displaystyle j^{\nu }=i\left({\frac {\partial \psi }{\partial x^{\mu }}}\psi ^{*}-{\frac {\partial \psi ^{*}}{\partial x^{\mu }}}\psi \right)\eta ^{\nu \mu }\,,}
который при умножении на заряд этого вида частиц равен плотности электрического тока, связанного с ними. Эта «калибровочная инвариантность» была впервые отмечена Германом Вейлем и является одним из прототипов калибровочных симметрий в физике.

## Производные

### Одна независимая переменная
Если для системы с одной независимой переменной — временем, зависимые переменные q таковы, что интеграл действия{\displaystyle I=\int _{t_{1}}^{t_{2}}L[\mathbf {q} [t],{\dot {\mathbf {q} }}[t],t]\,dt}инвариантен относительно кратких бесконечно малых вариаций зависимых переменных. Другими словами, они удовлетворяют уравнениям Эйлера — Лагранжа
{\displaystyle {\frac {d}{dt}}{\frac {\partial L}{\partial {\dot {\mathbf {q} }}}}[t]={\frac {\partial L}{\partial \mathbf {q} }}[t]\,.}
И интеграл инвариантен относительно непрерывной симметрии. Математически такая симметрия представляется как поток φ, который действует на переменные следующим образом:
{\displaystyle {\begin{aligned}t&\rightarrow t'=t+\varepsilon T\,,\\\mathbf {q} [t]&\rightarrow \mathbf {q} '[t']=\varphi [\mathbf {q} [t],\varepsilon ]=\varphi [\mathbf {q} [t'-\varepsilon T],\varepsilon ]\,,\end{aligned}}}
где ε — вещественная переменная, указывающая количество потока, а T — вещественная константа (которая может быть равна нулю), указывающая, насколько поток смещается во времени.
{\displaystyle {\dot {\mathbf {q} }}[t]\rightarrow {\dot {\mathbf {q} }}'[t']={\frac {d}{dt}}\varphi [\mathbf {q} [t],\varepsilon ]={\frac {\partial \varphi }{\partial \mathbf {q} }}[\mathbf {q} [t'-\varepsilon T],\varepsilon ]{\dot {\mathbf {q} }}[t'-\varepsilon T]\,.}
Интеграл действия изменяется согласно
{\displaystyle {\begin{aligned}I'[\varepsilon ]&=\int _{t_{1}+\varepsilon T}^{t_{2}+\varepsilon T}L[\mathbf {q} '[t'],{\dot {\mathbf {q} }}'[t'],t']\,dt'\\[6pt]&=\int _{t_{1}+\varepsilon T}^{t_{2}+\varepsilon T}L[\varphi [\mathbf {q} [t'-\varepsilon T],\varepsilon ],{\frac {\partial \varphi }{\partial \mathbf {q} }}[\mathbf {q} [t'-\varepsilon T],\varepsilon ]{\dot {\mathbf {q} }}[t'-\varepsilon T],t']\,dt'\,,\end{aligned}}}
что можно рассматривать как функцию от ε. Вычисляя производную при ε' = 0 и используя правило Лейбница, получится
{\displaystyle {\begin{aligned}0={\frac {dI'}{d\varepsilon }}[0]={}&L[\mathbf {q} [t_{2}],{\dot {\mathbf {q} }}[t_{2}],t_{2}]T-L[\mathbf {q} [t_{1}],{\dot {\mathbf {q} }}[t_{1}],t_{1}]T\\[6pt]&{}+\int _{t_{1}}^{t_{2}}{\frac {\partial L}{\partial \mathbf {q} }}\left(-{\frac {\partial \varphi }{\partial \mathbf {q} }}{\dot {\mathbf {q} }}T+{\frac {\partial \varphi }{\partial \varepsilon }}\right)+{\frac {\partial L}{\partial {\dot {\mathbf {q} }}}}\left(-{\frac {\partial ^{2}\varphi }{(\partial \mathbf {q} )^{2}}}{\dot {\mathbf {q} }}^{2}T+{\frac {\partial ^{2}\varphi }{\partial \varepsilon \partial \mathbf {q} }}{\dot {\mathbf {q} }}-{\frac {\partial \varphi }{\partial \mathbf {q} }}{\ddot {\mathbf {q} }}T\right)\,dt\,.\end{aligned}}}
Уравнения Эйлера — Лагранжа подразумевают
{\displaystyle {\begin{aligned}{\frac {d}{dt}}\left({\frac {\partial L}{\partial {\dot {\mathbf {q} }}}}{\frac {\partial \varphi }{\partial \mathbf {q} }}{\dot {\mathbf {q} }}T\right)&=\left({\frac {d}{dt}}{\frac {\partial L}{\partial {\dot {\mathbf {q} }}}}\right){\frac {\partial \varphi }{\partial \mathbf {q} }}{\dot {\mathbf {q} }}T+{\frac {\partial L}{\partial {\dot {\mathbf {q} }}}}\left({\frac {d}{dt}}{\frac {\partial \varphi }{\partial \mathbf {q} }}\right){\dot {\mathbf {q} }}T+{\frac {\partial L}{\partial {\dot {\mathbf {q} }}}}{\frac {\partial \varphi }{\partial \mathbf {q} }}{\ddot {\mathbf {q} }}\,T\\[6pt]&={\frac {\partial L}{\partial \mathbf {q} }}{\frac {\partial \varphi }{\partial \mathbf {q} }}{\dot {\mathbf {q} }}T+{\frac {\partial L}{\partial {\dot {\mathbf {q} }}}}\left({\frac {\partial ^{2}\varphi }{(\partial \mathbf {q} )^{2}}}{\dot {\mathbf {q} }}\right){\dot {\mathbf {q} }}T+{\frac {\partial L}{\partial {\dot {\mathbf {q} }}}}{\frac {\partial \varphi }{\partial \mathbf {q} }}{\ddot {\mathbf {q} }}\,T\,.\end{aligned}}}
Подставляя это в предыдущее уравнение, получается
{\displaystyle {\begin{aligned}0={\frac {dI'}{d\varepsilon }}[0]={}&L[\mathbf {q} [t_{2}],{\dot {\mathbf {q} }}[t_{2}],t_{2}]T-L[\mathbf {q} [t_{1}],{\dot {\mathbf {q} }}[t_{1}],t_{1}]T-{\frac {\partial L}{\partial {\dot {\mathbf {q} }}}}{\frac {\partial \varphi }{\partial \mathbf {q} }}{\dot {\mathbf {q} }}[t_{2}]T+{\frac {\partial L}{\partial {\dot {\mathbf {q} }}}}{\frac {\partial \varphi }{\partial \mathbf {q} }}{\dot {\mathbf {q} }}[t_{1}]T\\[6pt]&{}+\int _{t_{1}}^{t_{2}}{\frac {\partial L}{\partial \mathbf {q} }}{\frac {\partial \varphi }{\partial \varepsilon }}+{\frac {\partial L}{\partial {\dot {\mathbf {q} }}}}{\frac {\partial ^{2}\varphi }{\partial \varepsilon \partial \mathbf {q} }}{\dot {\mathbf {q} }}\,dt\,.\end{aligned}}}
Снова используя уравнения Эйлера — Лагранжа, получается
{\displaystyle {\frac {d}{dt}}\left({\frac {\partial L}{\partial {\dot {\mathbf {q} }}}}{\frac {\partial \varphi }{\partial \varepsilon }}\right)=\left({\frac {d}{dt}}{\frac {\partial L}{\partial {\dot {\mathbf {q} }}}}\right){\frac {\partial \varphi }{\partial \varepsilon }}+{\frac {\partial L}{\partial {\dot {\mathbf {q} }}}}{\frac {\partial ^{2}\varphi }{\partial \varepsilon \partial \mathbf {q} }}{\dot {\mathbf {q} }}={\frac {\partial L}{\partial \mathbf {q} }}{\frac {\partial \varphi }{\partial \varepsilon }}+{\frac {\partial L}{\partial {\dot {\mathbf {q} }}}}{\frac {\partial ^{2}\varphi }{\partial \varepsilon \partial \mathbf {q} }}{\dot {\mathbf {q} }}\,.}
Подставляя это в предыдущее уравнение, получается
{\displaystyle {\begin{aligned}0={}&L[\mathbf {q} [t_{2}],{\dot {\mathbf {q} }}[t_{2}],t_{2}]T-L[\mathbf {q} [t_{1}],{\dot {\mathbf {q} }}[t_{1}],t_{1}]T-{\frac {\partial L}{\partial {\dot {\mathbf {q} }}}}{\frac {\partial \varphi }{\partial \mathbf {q} }}{\dot {\mathbf {q} }}[t_{2}]T+{\frac {\partial L}{\partial {\dot {\mathbf {q} }}}}{\frac {\partial \varphi }{\partial \mathbf {q} }}{\dot {\mathbf {q} }}[t_{1}]T\\[6pt]&{}+{\frac {\partial L}{\partial {\dot {\mathbf {q} }}}}{\frac {\partial \varphi }{\partial \varepsilon }}[t_{2}]-{\frac {\partial L}{\partial {\dot {\mathbf {q} }}}}{\frac {\partial \varphi }{\partial \varepsilon }}[t_{1}]\,.\end{aligned}}}
Из чего следует, что
{\displaystyle \left({\frac {\partial L}{\partial {\dot {\mathbf {q} }}}}{\frac {\partial \varphi }{\partial \mathbf {q} }}{\dot {\mathbf {q} }}-L\right)T-{\frac {\partial L}{\partial {\dot {\mathbf {q} }}}}{\frac {\partial \varphi }{\partial \varepsilon }}}
— постоянная движения, то есть сохраняющаяся величина. Так как φ[q, 0] = q, то получается {\displaystyle {\frac {\partial \varphi }{\partial \mathbf {q} }}=1} поэтому сохраняемая величина упрощается до
{\displaystyle \left({\frac {\partial L}{\partial {\dot {\mathbf {q} }}}}{\dot {\mathbf {q} }}-L\right)T-{\frac {\partial L}{\partial {\dot {\mathbf {q} }}}}{\frac {\partial \varphi }{\partial \varepsilon }}\,.}
Избегая чрезмерного усложнения формул, в этом выводе предполагалось, что поток не меняется с течением времени. Тот же результат можно получить и в более общем случае.

### Вывод в теории поля
Теорему Нётер также можно вывести для тензорных полей φA, где индекс A варьируется по различным компонентам различных тензорных полей. Эти величины поля являются функциями, определёнными в четырёхмерном пространстве, точки которого помечены координатами xµ, где индекс µ обозначает время (µ «=» 0) и три пространственных измерения (μ «=» 1, 2, 3). Эти четыре координаты являются независимыми переменными; а значения полей для каждого событии являются зависимыми переменными. При бесконечно малом преобразовании изменение координат записывается
{\displaystyle x^{\mu }\rightarrow \xi ^{\mu }=x^{\mu }+\delta x^{\mu }\,,}
тогда как преобразование полевых переменных выражается как
{\displaystyle \varphi ^{A}\rightarrow \alpha ^{A}\left(\xi ^{\mu }\right)=\varphi ^{A}\left(x^{\mu }\right)+\delta \varphi ^{A}\left(x^{\mu }\right)\,.}
По этому определению вариации поля δφA являются результатом двух вкладов: внутренних изменений самого поля и изменений координат, поскольку преобразованное поле αA зависит от преобразованных координат ξµ. Чтобы изолировать внутренние изменения, изменение поля в одной точке xμ можно определить
{\displaystyle \alpha ^{A}\left(x^{\mu }\right)=\varphi ^{A}\left(x^{\mu }\right)+{\bar {\delta }}\varphi ^{A}\left(x^{\mu }\right)\,.}
При изменении координат изменяется и граница области пространства-времени, по которой интегрируется лагранжиан; исходная граница и её преобразованная версия обозначаются как Ω и Ω' соответственно.
Теорема Нётер начинается с предположения, что конкретное преобразование координат и полевых переменных не меняет действия, которое определяется как интеграл плотности лагранжиана по заданной области пространства-времени. Выраженное математически, это предположение записывают как
{\displaystyle \int _{\Omega ^{\prime }}L\left(\alpha ^{A},{\alpha ^{A}}_{,\nu },\xi ^{\mu }\right)d^{4}\xi -\int _{\Omega }L\left(\varphi ^{A},{\varphi ^{A}}_{,\nu },x^{\mu }\right)d^{4}x=0\,,}
где нижний индекс после запятой указывает на частную производную по координате (координатам), которая следует за запятой, например
{\displaystyle {\varphi ^{A}}_{,\sigma }={\frac {\partial \varphi ^{A}}{\partial x^{\sigma }}}\,.}
Поскольку ξ является фиктивной переменной интегрирования, а изменение границы Ω по предположению бесконечно мало, два интеграла можно объединить, используя четырёхмерную версию теоремы о дивергенции, в следующую форму
{\displaystyle \int _{\Omega }\left\{\left[L\left(\alpha ^{A},{\alpha ^{A}}_{,\nu },x^{\mu }\right)-L\left(\varphi ^{A},{\varphi ^{A}}_{,\nu },x^{\mu }\right)\right]+{\frac {\partial }{\partial x^{\sigma }}}\left[L\left(\varphi ^{A},{\varphi ^{A}}_{,\nu },x^{\mu }\right)\delta x^{\sigma }\right]\right\}d^{4}x=0\,.}
Разность лагранжианов записывают в первом порядке по бесконечно малым вариациям как
{\displaystyle \left[L\left(\alpha ^{A},{\alpha ^{A}}_{,\nu },x^{\mu }\right)-L\left(\varphi ^{A},{\varphi ^{A}}_{,\nu },x^{\mu }\right)\right]={\frac {\partial L}{\partial \varphi ^{A}}}{\bar {\delta }}\varphi ^{A}+{\frac {\partial L}{\partial {\varphi ^{A}}_{,\sigma }}}{\bar {\delta }}{\varphi ^{A}}_{,\sigma }\,.}
Однако, поскольку вариации определяются в той же точке, что и описанная выше, вариация и производная вычисляются в обратном порядке; они коммутируют
{\displaystyle {\bar {\delta }}{\varphi ^{A}}_{,\sigma }={\bar {\delta }}{\frac {\partial \varphi ^{A}}{\partial x^{\sigma }}}={\frac {\partial }{\partial x^{\sigma }}}\left({\bar {\delta }}\varphi ^{A}\right)\,.}
Используя уравнения поля Эйлера — Лагранжа
{\displaystyle {\frac {\partial }{\partial x^{\sigma }}}\left({\frac {\partial L}{\partial {\varphi ^{A}}_{,\sigma }}}\right)={\frac {\partial L}{\partial \varphi ^{A}}}}
разницу в лагранжианах можно точно записать как
{\displaystyle {\begin{aligned}&\left[L\left(\alpha ^{A},{\alpha ^{A}}_{,\nu },x^{\mu }\right)-L\left(\varphi ^{A},{\varphi ^{A}}_{,\nu },x^{\mu }\right)\right]\\[4pt]={}&{\frac {\partial }{\partial x^{\sigma }}}\left({\frac {\partial L}{\partial {\varphi ^{A}}_{,\sigma }}}\right){\bar {\delta }}\varphi ^{A}+{\frac {\partial L}{\partial {\varphi ^{A}}_{,\sigma }}}{\bar {\delta }}{\varphi ^{A}}_{,\sigma }={\frac {\partial }{\partial x^{\sigma }}}\left({\frac {\partial L}{\partial {\varphi ^{A}}_{,\sigma }}}{\bar {\delta }}\varphi ^{A}\right)\,.\end{aligned}}}
Таким образом, изменение действия можно записать в виде
{\displaystyle \int _{\Omega }{\frac {\partial }{\partial x^{\sigma }}}\left\{{\frac {\partial L}{\partial {\varphi ^{A}}_{,\sigma }}}{\bar {\delta }}\varphi ^{A}+L\left(\varphi ^{A},{\varphi ^{A}}_{,\nu },x^{\mu }\right)\delta x^{\sigma }\right\}d^{4}x=0\,.}
Поскольку это верно для любой области Ω, то подынтегральная функция должна быть равна нулю
{\displaystyle {\frac {\partial }{\partial x^{\sigma }}}\left\{{\frac {\partial L}{\partial {\varphi ^{A}}_{,\sigma }}}{\bar {\delta }}\varphi ^{A}+L\left(\varphi ^{A},{\varphi ^{A}}_{,\nu },x^{\mu }\right)\delta x^{\sigma }\right\}=0\,.}
Для любой комбинации различных преобразований симметрии, возмущение можно записать
{\displaystyle {\begin{aligned}\delta x^{\mu }&=\varepsilon X^{\mu }\,,\\\delta \varphi ^{A}&=\varepsilon \Psi ^{A}={\bar {\delta }}\varphi ^{A}+\varepsilon {\mathcal {L}}_{X}\varphi ^{A}\,,\end{aligned}}}
где {\displaystyle {\mathcal {L}}_{X}\varphi ^{A}} — производная Ли от φA в направлении Xµ. Когда φA является скаляром или {\displaystyle {X^{\mu }}_{,\nu }=0},
{\displaystyle {\mathcal {L}}_{X}\varphi ^{A}={\frac {\partial \varphi ^{A}}{\partial x^{\mu }}}X^{\mu }\,.}
Отсюда следует, что изменение поля, взятое в одной точке, равно
{\displaystyle {\bar {\delta }}\varphi ^{A}=\varepsilon \Psi ^{A}-\varepsilon {\mathcal {L}}_{X}\varphi ^{A}\,.}
Дифференцируя указанную выше дивергенцию по ε в точках ε = 0 и изменение знака даёт закон сохранения
{\displaystyle {\frac {\partial }{\partial x^{\sigma }}}j^{\sigma }=0\,,}
где сохраняющийся ток равен
{\displaystyle j^{\sigma }=\left[{\frac {\partial L}{\partial {\varphi ^{A}}_{,\sigma }}}{\mathcal {L}}_{X}\varphi ^{A}-L\,X^{\sigma }\right]-\left({\frac {\partial L}{\partial {\varphi ^{A}}_{,\sigma }}}\right)\Psi ^{A}\,.}

### Многообразие/расслоение
Предположим, у нас есть n-мерное ориентированное риманово многообразие M и целевое многообразие T. Пусть {\displaystyle {\mathcal {C}}} — конфигурационное пространство гладких функций из M в T. (В более общем случае у нас могут быть гладкие сечения расслоения над M.)
бращиеПримеры этого M в физике включают:
- В классической механике в гамильтоновой формулировке M — одномерное многообразие {\displaystyle \mathbb {R} }, представляющее время и целевое пространство, является кокасательным расслоением пространства обобщённых координат.
- В теории поля M — это пространственно-временное многообразие, а целевое пространство — это набор значений, которые поля могут принимать в любой заданной точке. Например, если имеется m скалярных полей с действительными значениями, {\displaystyle \varphi _{1},\ldots ,\varphi _{m}}, то целевое многообразие равно {\displaystyle \mathbb {R} ^{m}}. Если поле является вещественным векторным полем, то целевое многообразие изоморфно {\displaystyle \mathbb {R} ^{3}}.

Теперь предположим, что есть функционал
{\displaystyle {\mathcal {S}}:{\mathcal {C}}\rightarrow \mathbb {R} \,,}
называемый действием. Он принимает значения в {\displaystyle \mathbb {R} }, а не в {\displaystyle \mathbb {C} }; что является следствием физических причин и не имеет значения для этого доказательства.
Чтобы перейти к обычной версии теоремы Нётер, нужны дополнительные ограничения на действие. Предполагается {\displaystyle {\mathcal {S}}[\varphi ]} является интегралом на M функции
{\displaystyle {\mathcal {L}}(\varphi ,\partial _{\mu }\varphi ,x)}
называемой лагранжевой плотностью, зависящей от φ, её производной и координаты. Другими словами, для φ в {\displaystyle {\mathcal {C}}}
{\displaystyle {\mathcal {S}}[\varphi ]\,=\,\int _{M}{\mathcal {L}}[\varphi (x),\partial _{\mu }\varphi (x),x]\,d^{n}x\,.}
Предполагается, что заданы граничные условия, то есть заданы значения φ на границе, если M компактно, или некоторый предел φ при приближении x к бесконечности. Тогда подпространство {\displaystyle {\mathcal {C}}} состоящее из функций φ таких, что все функциональные производные от {\displaystyle {\mathcal {S}}} при φ равны нулю, то есть:
{\displaystyle {\frac {\delta {\mathcal {S}}[\varphi ]}{\delta \varphi (x)}}\approx 0}
и что φ удовлетворяет заданным граничным условиям, является подпространством решений на оболочке. (См. принцип стационарного действия)
Теперь предполагается, что у есть бесконечно малое преобразование на {\displaystyle {\mathcal {C}}}, порождённое функциональным дифференцированием, Q такое, что
{\displaystyle Q\left[\int _{N}{\mathcal {L}}\,\mathrm {d} ^{n}x\right]\approx \int _{\partial N}f^{\mu }[\varphi (x),\partial \varphi ,\partial \partial \varphi ,\ldots ]\,ds_{\mu }}
для всех компактных подмногообразий N или, другими словами,
{\displaystyle Q[{\mathcal {L}}(x)]\approx \partial _{\mu }f^{\mu }(x)}
для всех x, где
{\displaystyle {\mathcal {L}}(x)={\mathcal {L}}[\varphi (x),\partial _{\mu }\varphi (x),x]\,.}
Если это выполняется на оболочке и вне оболочки, то говорится, что Q порождает симметрию вне оболочки. Если это выполняется только на оболочке, мы говорится, что Q порождает симметрию на оболочке. Тогда говорят, что Q является генератором однопараметрической группы Ли симметрии.
Теперь для любого N по теореме Эйлера — Лагранжа на оболочке (и только на оболочке) выполняется
{\displaystyle {\begin{aligned}Q\left[\int _{N}{\mathcal {L}}\,\mathrm {d} ^{n}x\right]&=\int _{N}\left[{\frac {\partial {\mathcal {L}}}{\partial \varphi }}-\partial _{\mu }{\frac {\partial {\mathcal {L}}}{\partial (\partial _{\mu }\varphi )}}\right]Q[\varphi ]\,\mathrm {d} ^{n}x+\int _{\partial N}{\frac {\partial {\mathcal {L}}}{\partial (\partial _{\mu }\varphi )}}Q[\varphi ]\,\mathrm {d} s_{\mu }\\&\approx \int _{\partial N}f^{\mu }\,\mathrm {d} s_{\mu }\,.\end{aligned}}}
Поскольку это верно для любого N, то
{\displaystyle \partial _{\mu }\left[{\frac {\partial {\mathcal {L}}}{\partial (\partial _{\mu }\varphi )}}Q[\varphi ]-f^{\mu }\right]\approx 0\,.}
Но это уравнение непрерывности для тока {\displaystyle J^{\mu }} определяется:
{\displaystyle J^{\mu }\,=\,{\frac {\partial {\mathcal {L}}}{\partial (\partial _{\mu }\varphi )}}Q[\varphi ]-f^{\mu }\,,}
который называется нётеровским током, связанным с симметрией. Уравнение непрерывности говорит нам, что если этот ток проинтегрировать по пространственно-подобному срезу, получится сохраняющаяся величина, называемая нётеровским зарядом (при условии, конечно, что если M некомпактно, то токи достаточно быстро убывают на бесконечности).

### Комментарии
Теорема Нётер — это теорема об оболочке: она основана на использовании уравнений движения — классического пути. Она отражает связь между граничными условиями и вариационным принципом. Если в действии нет граничных членов, из теоремы Нётер следует, что
{\displaystyle \int _{\partial N}J^{\mu }ds_{\mu }\approx 0\,.}
Квантовые аналоги теоремы Нётер, включающие математические ожидания (например, {\textstyle \left\langle \int d^{4}x~\partial \cdot {\textbf {J}}\right\rangle =0}), также измеряющие величины вне оболочки, являются тождествами Уорда — Такахаши.

### Обобщение на алгебры Ли
Предположим, что есть две симметрии Q1 и Q2. Тогда [Q1, Q2] также является симметрией. Это можно проверить явно{\displaystyle Q_{1}[{\mathcal {L}}]\approx \partial _{\mu }f_{1}^{\mu }}и{\displaystyle Q_{2}[{\mathcal {L}}]\approx \partial _{\mu }f_{2}^{\mu }\,.}Затем,{\displaystyle [Q_{1},Q_{2}][{\mathcal {L}}]=Q_{1}[Q_{2}[{\mathcal {L}}]]-Q_{2}[Q_{1}[{\mathcal {L}}]]\approx \partial _{\mu }f_{12}^{\mu }\,,}гдеf12 = Q1[f2μ] − Q2[f1μ]. Так,{\displaystyle j_{12}^{\mu }=\left({\frac {\partial }{\partial (\partial _{\mu }\varphi )}}{\mathcal {L}}\right)(Q_{1}[Q_{2}[\varphi ]]-Q_{2}[Q_{1}[\varphi ]])-f_{12}^{\mu }\,.}Это показывает, как можно естественным образом распространить теорему Нётер на большие алгебры Ли.

### Обобщение доказательства
Это относится к любому выводу локальной симметрии Q, удовлетворяющему QS ≈ 0, а также к более общим локальным функциональным дифференцируемым действиям, в том числе таким, где лагранжиан зависит от высших производных полей. Пусть ε — произвольная гладкая функция пространственно-временного (или временного) многообразия такая, что замыкание её носителя не пересекается с краем. ε является тестовой функцией . Тогда из-за вариационного принципа (который, кстати, не применяется к границе), распределение дифференцирования q, порождённое q[ε][Φ(x)] = ε(x)Q[Φ(x)] удовлетворяет условию q[ε][S] ≈ 0 за каждый ε или, более компактно, q(x)[S] ≈ 0 для всех x не на границе (но помните, что q (x) является сокращением для распределения вывода, а не вывода, параметризованного x вообще). Это обобщение теоремы Нётер.
Чтобы увидеть, как это обобщение связано с приведённой выше версией, предположим, что действие представляет собой пространственно-временной интеграл лагранжиана, который зависит только от φ и его первых производных. Кроме того, предположим
{\displaystyle Q[{\mathcal {L}}]\approx \partial _{\mu }f^{\mu }}
Затем,
{\displaystyle {\begin{aligned}q[\varepsilon ][{\mathcal {S}}]&=\int q[\varepsilon ][{\mathcal {L}}]d^{n}x\\[6pt]&=\int \left\{\left({\frac {\partial }{\partial \varphi }}{\mathcal {L}}\right)\varepsilon Q[\varphi ]+\left[{\frac {\partial }{\partial (\partial _{\mu }\varphi )}}{\mathcal {L}}\right]\partial _{\mu }(\varepsilon Q[\varphi ])\right\}d^{n}x\\[6pt]&=\int \left\{\varepsilon Q[{\mathcal {L}}]+\partial _{\mu }\varepsilon \left[{\frac {\partial }{\partial \left(\partial _{\mu }\varphi \right)}}{\mathcal {L}}\right]Q[\varphi ]\right\}\,d^{n}x\\[6pt]&\approx \int \varepsilon \partial _{\mu }\left\{f^{\mu }-\left[{\frac {\partial }{\partial (\partial _{\mu }\varphi )}}{\mathcal {L}}\right]Q[\varphi ]\right\}\,d^{n}x\end{aligned}}}
для всех {\displaystyle \varepsilon } .
В более общем случае, если лагранжиан зависит от высших производных, то выполняется
{\displaystyle \partial _{\mu }\left[f^{\mu }-\left[{\frac {\partial }{\partial (\partial _{\mu }\varphi )}}{\mathcal {L}}\right]Q[\varphi ]-2\left[{\frac {\partial }{\partial (\partial _{\mu }\partial _{\nu }\varphi )}}{\mathcal {L}}\right]\partial _{\nu }Q[\varphi ]+\partial _{\nu }\left[\left[{\frac {\partial }{\partial (\partial _{\mu }\partial _{\nu }\varphi )}}{\mathcal {L}}\right]Q[\varphi ]\right]-\,\dotsm \right]\approx 0.}

## Примеры

### Пример 1: Сохранение энергии
Рассмотрим частный случай ньютоновской частицы массы m, координаты x, движущейся под действием потенциала V, координированного временем t. Действие, S, это:
{\displaystyle {\begin{aligned}{\mathcal {S}}[x]&=\int L\left[x(t),{\dot {x}}(t)\right]\,dt\\&=\int \left({\frac {m}{2}}\sum _{i=1}^{3}{\dot {x}}_{i}^{2}-V(x(t))\right)\,dt.\end{aligned}}}
Первое слагаемое в скобках — это кинетическая энергия частицы, а второе — её потенциальная энергия. Рассмотрим генератор временных трансляций Q = d/dt. Другими словами, {\displaystyle Q[x(t)]={\dot {x}}(t)\,.} Координата x имеет явную зависимость от времени, а V - нет; следовательно:
{\displaystyle Q[L]={\frac {d}{dt}}\left[{\frac {m}{2}}\sum _{i}{\dot {x}}_{i}^{2}-V(x)\right]=m\sum _{i}{\dot {x}}_{i}{\ddot {x}}_{i}-\sum _{i}{\frac {\partial V(x)}{\partial x_{i}}}{\dot {x}}_{i}}
поэтому можно установить
{\displaystyle L={\frac {m}{2}}\sum _{i}{\dot {x}}_{i}^{2}-V(x).}
Затем,
{\displaystyle {\begin{aligned}j&=\sum _{i=1}^{3}{\frac {\partial L}{\partial {\dot {x}}_{i}}}Q[x_{i}]-L\\&=m\sum _{i}{\dot {x}}_{i}^{2}-\left[{\frac {m}{2}}\sum _{i}{\dot {x}}_{i}^{2}-V(x)\right]\\[3pt]&={\frac {m}{2}}\sum _{i}{\dot {x}}_{i}^{2}+V(x)\,.\end{aligned}}}
Правая часть — это энергия, и теорема Нётер утверждает, что {\displaystyle dj/dt=0}, то есть принцип сохранения энергии является следствием инвариантности относительно временных трансляций).
В более общем случае, если лагранжиан не зависит явно от времени, то величина
{\displaystyle \sum _{i=1}^{3}{\frac {\partial L}{\partial {\dot {x}}_{i}}}{\dot {x_{i}}}-L}
(называемая гамильтонианом) сохраняется.

### Пример 2: Сохранение центра импульса
По-прежнему рассматривая одномерное время, пусть
{\displaystyle {\begin{aligned}{\mathcal {S}}\left[{\vec {x}}\right]&=\int {\mathcal {L}}\left[{\vec {x}}(t),{\dot {\vec {x}}}(t)\right]dt\\[3pt]&=\int \left[\sum _{\alpha =1}^{N}{\frac {m_{\alpha }}{2}}\left({\dot {\vec {x}}}_{\alpha }\right)^{2}-\sum _{\alpha <\beta }V_{\alpha \beta }\left({\vec {x}}_{\beta }-{\vec {x}}_{\alpha }\right)\right]dt,\end{aligned}}}
или {\displaystyle N} ньютоновские частицы, у которых потенциал только попарно зависит от относительного смещения.
Для {\displaystyle {\vec {Q}}}, рассмотрим генератор преобразований Галилея (то есть изменение системы отсчёта). Другими словами,
{\displaystyle Q_{i}\left[x_{\alpha }^{j}(t)\right]=t\delta _{i}^{j}.}
И
{\displaystyle {\begin{aligned}Q_{i}[{\mathcal {L}}]&=\sum _{\alpha }m_{\alpha }{\dot {x}}_{\alpha }^{i}-\sum _{\alpha <\beta }t\partial _{i}V_{\alpha \beta }\left({\vec {x}}_{\beta }-{\vec {x}}_{\alpha }\right)\\&=\sum _{\alpha }m_{\alpha }{\dot {x}}_{\alpha }^{i}.\end{aligned}}}
Это имеет форму {\textstyle {\frac {d}{dt}}\sum _{\alpha }m_{\alpha }x_{\alpha }^{i}} поэтому можно установить
{\displaystyle {\vec {f}}=\sum _{\alpha }m_{\alpha }{\vec {x}}_{\alpha }.}
Затем,
{\displaystyle {\begin{aligned}{\vec {j}}&=\sum _{\alpha }\left({\frac {\partial }{\partial {\dot {\vec {x}}}_{\alpha }}}{\mathcal {L}}\right)\cdot {\vec {Q}}\left[{\vec {x}}_{\alpha }\right]-{\vec {f}}\\[6pt]&=\sum _{\alpha }\left(m_{\alpha }{\dot {\vec {x}}}_{\alpha }t-m_{\alpha }{\vec {x}}_{\alpha }\right)\\[3pt]&={\vec {P}}t-M{\vec {x}}_{CM}\,,\end{aligned}}}
где {\displaystyle {\vec {P}}} — полный импульс, M — полная масса и {\displaystyle {\vec {x}}_{CM}} — центр масс. Теорема Нётер утверждает:
{\displaystyle {\frac {d{\vec {j}}}{dt}}=0\Rightarrow {\vec {P}}-M{\dot {\vec {x}}}_{CM}=0\,.}

### Пример 3: Конформное преобразование
Оба примера 1 и 2 относятся к одномерному многообразию (времени). Примером с пространством-временем является конформное преобразование безмассового реального скалярного поля с потенциалом четвёртой степени в (3 + 1)- пространство-время Минковского.
{\displaystyle {\begin{aligned}{\mathcal {S}}[\varphi ]&=\int {\mathcal {L}}\left[\varphi (x),\partial _{\mu }\varphi (x)\right]d^{4}x\\[3pt]&=\int \left({\frac {1}{2}}\partial ^{\mu }\varphi \partial _{\mu }\varphi -\lambda \varphi ^{4}\right)d^{4}x\,.\end{aligned}}}
Для Q рассмотрим генератор масштабирования пространства-времени. Другими словами,
{\displaystyle Q[\varphi (x)]=x^{\mu }\partial _{\mu }\varphi (x)+\varphi (x).}
Второй член в правой части обусловлен «конформным весом» {\displaystyle \varphi }. А
{\displaystyle Q[{\mathcal {L}}]=\partial ^{\mu }\varphi \left(\partial _{\mu }\varphi +x^{\nu }\partial _{\mu }\partial _{\nu }\varphi +\partial _{\mu }\varphi \right)-4\lambda \varphi ^{3}\left(x^{\mu }\partial _{\mu }\varphi +\varphi \right)\,.}
Это имеет форму
{\displaystyle \partial _{\mu }\left[{\frac {1}{2}}x^{\mu }\partial ^{\nu }\varphi \partial _{\nu }\varphi -\lambda x^{\mu }\varphi ^{4}\right]=\partial _{\mu }\left(x^{\mu }{\mathcal {L}}\right)}
(где мы выполнили замену фиктивных индексов), поэтому установите
{\displaystyle f^{\mu }=x^{\mu }{\mathcal {L}}.}
Затем
{\displaystyle {\begin{aligned}j^{\mu }&=\left[{\frac {\partial }{\partial (\partial _{\mu }\varphi )}}{\mathcal {L}}\right]Q[\varphi ]-f^{\mu }\\&=\partial ^{\mu }\varphi \left(x^{\nu }\partial _{\nu }\varphi +\varphi \right)-x^{\mu }\left({\frac {1}{2}}\partial ^{\nu }\varphi \partial _{\nu }\varphi -\lambda \varphi ^{4}\right).\end{aligned}}}
Теорема Нётер утверждает, что {\displaystyle \partial _{\mu }j^{\mu }=0} (что можно явно проверить, подставив уравнения Эйлера — Лагранжа в левую часть).
Если кто-то попытается найти аналог этого уравнения Уорда — Такахаши, он столкнется с проблемой из-за аномалий.

## Приложения
Приложение теоремы Нётер позволяет физикам глубоко проникнуть в любую общую теорию физики, просто проанализировав различные преобразования, которые сделают форму задействованных законов неизменной. Например:
- Инвариантность изолированной системы по отношению к перемещению в пространстве (другими словами, законы физики одинаковы во всех точках пространства) даёт закон сохранения импульса (который утверждает, что полный импульс изолированной системы равен постоянный)
- Инвариантность изолированной системы по отношению к перемещению времени (то есть законы физики одинаковы во все моменты времени) даёт закон сохранения энергии (который утверждает, что полная энергия изолированной системы постоянна)
- Инвариантность изолированной системы по отношению к вращению (то есть что законы физики одинаковы по отношению ко всем угловым ориентациям в пространстве) даёт закон сохранения углового момента (который утверждает, что полный угловой момент изолированной системы равен постоянный)
- Инвариантность изолированной системы по отношению к бустам Лоренца (то есть что законы физики одинаковы по отношению ко всем инерциальным системам отсчёта) даёт теорему о центре масс (которая утверждает, что центр масс изолированной система движется с постоянной скоростью).

В квантовой теории поля аналог теоремы Нётер, тождество Уорда — Такахаши, даёт дополнительные законы сохранения, такие как сохранение электрического заряда из инвариантности относительно изменения фазового фактора комплексного поля заряженной частицы и связанный калибровкой электрического потенциала и векторного потенциала.
Заряд Нётер также используется при вычислении энтропии стационарных чёрных дыр.